# Wapen van Lekkerkerk

Wapen van Lekkerkerk

Het wapen van Lekkerkerk werd op 24 juli 1816 door de Hoge Raad van Adel aan de Zuid-Hollandse gemeente Lekkerkerk in gebruik bevestigd. Op 1 januari 1985 ging de gemeente samen met Krimpen aan de Lek op in de nieuw opgerichte gemeente Nederlek. Het wapen van Lekkerkerk is daardoor komen te vervallen. In het wapen van Nederlek werden twee wassenaars (of wassende manen) uit het wapen van Lekkerkerk opgenomen. Sinds 1 januari 2015 valt Lekkerkerk onder de gemeente Krimpenerwaard. In het wapen van Krimpenerwaard werden in het vierde kwartier drie wassenaars opgenomen, zoals voorkomend in de wapens van de voormalige gemeenten Nederlek, Bergambacht en Ouderkerk. Dit betreft drie liggende wassenaars in plaats van naar (heraldisch) rechts gekeerd.

## Blazoenering
De blazoenering van het wapen luidde als volgt:
Van zilver, beladen met drie halve manen, gekeerd ter regter zijde van het schild, alles van sabel.
De heraldische kleuren zijn zilver (wit) en sabel (zwart). Het schild bevat drie wassenaars die naar de heraldisch rechterzijde wijzen. Het schild is onbekroond.

## Geschiedenis
Het wapen is afkomstig van het wapen van Jan II van Polanen, heer van de Leck in 1342 en afkomstig uit het geslacht Van Polanen. Van Polanen zijn afstammelingen van de Van Duivenvoordes die zich noemden naar kasteel Polanen in Monster. De Duivenvoordes stammen af van de Wassenaers, die al wassenaars in hun wapen voerden. Deze wassenaars zijn ook zichtbaar in de wapens van Krimpen aan de Lek, Ouderkerk aan den IJssel, buurtschap Zuidbroek en Krimpen aan den IJssel.

## Verwante wapens

Wapen van geslacht Van Polanen
Wapen van Monster
Wapen van Krimpen aan de Lek
Wapen van voormalige gemeente Nederlek
Wapen van Ouderkerk aan den IJssel
Wapen van voormalige gemeente Ouderkerk
Wapen van buurtschap Zuidbroek
Wapen van Krimpen aan den IJssel
Wapen van Krimpenerwaard

Ter Aar
· Aarlanderveen
· Abbenbroek
· Abtsregt
· Alkemade
· Alphen
· Ameide
· Ammerstol
· Arkel
· Asperen
· Benthuizen
· Bergambacht
· Bergschenhoek
· Berkel en Rodenrijs
· Berkenwoude
· Bernisse
· Biert
· Binnenmaas
· Bleiswijk
· Bleskensgraaf
· Bleskensgraaf en Hofwegen
· Bodegraven
· Boskoop
· Brandwijk
· Brielle
· Broek, Thuil en 't Weegje
· Charlois
· Cillaarshoek
· Cromstrijen
· De Lier
· De Mijl
· Delfshaven
· Den Bommel
· Dirksland
· Driebruggen
· Dubbeldam
· Everdingen
· Geervliet
· Giessen-Nieuwkerk
· Giessenburg
· Giessendam
· Giessenlanden
· Goedereede
· Gouderak
· Goudriaan
· Goudswaard
· Graafstroom
· 's-Gravendeel
· 's-Gravenzande
· Groot-Ammers
· Groote Lindt
· Haastrecht
· Hagestein
· Hardinxveld
· Hazerswoude
· Heenvliet
· Heer Oudelands Ambacht
· Heerjansdam
· Hei- en Boeicop
· Heinenoord
· Hekelingen
· Hekendorp
· Herkingen
· Hillegersberg
· Hellevoetsluis
· Hodenpijl
· Hoek van Holland
· Hof van Delft
· Hoogblokland
· Hoornaar
· IJsselmonde
· Jacobswoude
· Kamerik
· Katendrecht
· Kedichem
· Kethel en Spaland
· Kijfhoek
· Klaaswaal
· Kleine Lindt
· Korendijk
· Koudekerk aan den Rijn
· Kralingen
· Krimpen aan de Lek
· Lange Ruige Weide
· Langerak
· Leerbroek
· Leerdam
· Leidschendam
· Leimuiden
· Lekkerkerk
· Lexmond
· Liemeer
· Loosduinen
· Liesveld
· Maasdam
· Maasland
· Meerkerk
· Melissant
· Middelharnis
· Mijnsheerenland
· Moerkapelle
· Molenaarsgraaf
· Molenwaard
· Monster
· Moordrecht
· Naaldwijk
· Nederlek
· Niemandsvriend
· Nieuw-Beijerland
· Nieuw-Helvoet
· Nieuw-Lekkerland
· Nieuwe-Tonge
· Nieuwenhoorn
· Nieuwerkerk aan den IJssel
· Nieuwland
· Nieuwpoort
· Nieuwveen
· Noordeloos
· Noordwijkerhout
· Nootdorp
· Numansdorp
· Onwaard
· Ooltgensplaat
· Oostflakkee
· Oostvoorne
· Ottoland
· Oud-Alblas
· Oud-Beijerland
· Ouddorp
· Oude-Tonge
· Oudenhoorn
· Ouderkerk
· Ouderkerk aan den IJssel
· Oudewater
· Oudshoorn
· Overschie
· Papekop
· Pernis
· Peursum
· Piershil
· Pijnacker
· Poortugaal
· Puttershoek
· Reeuwijk
· Rhoon
· Rijnsaterwoude
· Rijnsburg
· Rijnwoude
· Rijsoord
· Rockanje
· Roxenisse
· Rozenburg
· Sandelingen-Ambacht
· Sassenheim
· Schelluinen
· Schiebroek
· Schipluiden
· Schoonhoven
· Schoonrewoerd
· Schuddebeurs en Simonshaven
· Sint Anthoniepolder
· Sint Maartensregt
· Sluipwijk
· Sommelsdijk
· Spijkenisse
· Stad aan 't Haringvliet
· Stellendam
· Stolwijk
· Stompwijk
· Stormpolder
· Streefkerk
· Strevelshoek
· Strijen
· Ter Aar
· Tienhoven
· Valkenburg
· Veur
· Vianen
· Vierpolders
· Vlaardingerambacht
· Vliet
· Vlist
· Voorburg
· Voorhout
· Vrijenban
· Waarder
· Warmond
· Wateringen
· Westmaas
· Westvoorne
· Wieldrecht
· Wijngaarden
· Woerden
· Woubrugge
· 't Woudt
· Zederik
· Zegwaart
· Zevenhoven
· Zevenhuizen
· Zevenhuizen-Moerkapelle
· Zouteveen
· Zuid-Beijerland
· Zuidbroek
· Zuidland
· Zwammerdam
· Zwartewaal

Heerlijkheidswapens:
ter Aa
· Albrandswaard
· Biesland
· Cromstrijen
· Duivenvoorde
· 's-Gravenambacht
· Hoog- en Wout-Harnas
· Langerak bezuiden de Lek
· Lek en Stormpolder
· Nederslingeland
· West-Nieuwland
· Oosterwijk
· Spieringshoek
· Vliet
· Voshol
· Vrijenban
· Vrijenhoeve
· Wieldrecht